# كأس البرازيل 1996
كأس البرازيل 1996 هو الموسم 8 من كأس البرازيل. أقيم خلال الفترة 6 فبراير 1996 وحتى 19 يونيو 1996، وأشرف على تنظيمه اتحاد البرازيل لكرة القدم، وكان عدد الأندية المشاركة فيه 40، وفاز فيه نادي كروزيرو.